# Pseudoraja fischeri
Pseudoraja fischeri (лат.) — единственный вид хрящевых рыб рода семейства Arhynchobatidae отряда скатообразных. Обитают в тропических водах центрально-западной части Атлантического океана. Встречаются на глубине до 570 м. Их крупные, уплощённые грудные плавники образуют округлый диск с треугольным рылом. Максимальная зарегистрированная длина 58 см. Откладывают яйца. Не являются объектом целевого промысла. 

## Таксономия
Впервые новый вид был научно описан в 1954 году. Название рода происходит от слов др.-греч. ψευδής — «ложный» и лат. raja — «хвостокол». Вид назван в честь ихтиолога И. Н. Фишера.

## Ареал
Эти скаты обитают в центрально-западной части Атлантики в водах Каймановых островов, Доминики, Гваделупы, Гондураса, Мартиники, Мексики, Панамы и США (Флорида). Встречаются на глубине от 420 до 570 м.

## Описание
Широкие и плоские грудные плавники этих скатов образуют диск в виде сердечка с широким треугольным рылом и закруглёнными краями.  Рыло довольно короткое, на конце имеется узкий конический выступ. Расстояние от кончика рыла до глаз равно 8—9 % длины тела. Лучи грудных плавников доходят почти до кончика рыла. На верхней челюсти расположено 28—30 зубных рядов. Позади кожного назального лоскута на верхней челюсти имеется ротоносовая ямка. Брюшные плавники расширены и слиты воедино в латеральную лопасть с поперечными передним и задним краями. На вентральной стороне диска расположены 5 жаберных щелей, ноздри и рот. Длина тонкого хвоста составляет 61—62 % длины тела. На хвосте имеются латеральные складки. У этих скатов спинные плавники отсутствуют, хвостовой плавник хорошо развит. Дорсальная поверхность диска равномерно покрыта чешуёй. У края глаз, на затылочной и лопаточной областях имеются шипы. От затылка до основания дорсальной лопасти хвостового плавника пролегает ряд колючек. Срединный ряд шипов на хвосте по обе стороны обламлён рядами мелких шипиков. Вентральная поверхность диска голая. Окраска сажисто-серого цвета с многочисленными бледными пятнышками, на брюхе имеются сажистые пятна. Ампулярные поры, расположенные на дорсальной поверхности, имеют тёмную окраску.
Максимальная зарегистрированная длина 58 см.

## Биология
Эти скаты откладывают яйца, заключённые в твёрдую роговую капсулу с выступами по углам.

## Взаимодействие с человеком
Эти скаты не являются объектом целевого лова. Потенциально могут попадаться в качестве прилова при донном тралении. Международный союз охраны природы  оценил охранный статус вида как «Вызывающий наименьшие опасения».